# Adaloald
Adaloald, död 626, var kung av det langobardiska riket mellan 616 och 626. 